# Geophis occabus
Espèce
Geophis occabus  est une espèce de serpents de la famille des Dipsadidae.

## Répartition
Cette espèce est endémique du Guerrero au Mexique. Elle se rencontre dans l'ouest de la Sierra Madre del Sur.

## Publication originale
- Pavón-Vázquez, García-Vázquez, Blancas-Hernández & Nieto-Montes de Oca, 2011 : A New Species of the Geophis sieboldi Group (Squamata: Colubridae) Exhibiting Color Pattern Polymorphism from Guerrero, Mexico. Herpetologica, vol. 67, no 3, p. 332-343.